# Inácio Saure
Inácio Saure IMC (ur. 2 marca 1960 w Balama) – mozambicki duchowny katolicki, arcybiskup Nampuli od 2017.

## Życiorys

### Prezbiterat
Święcenia kapłańskie otrzymał w zgromadzeniu Misjonarzy Konsolaty 8 grudnia 1998. Początkowo pracował w zakonnych parafiach. W latach 2006–2007 przygotowywał się do kierowania nowicjatem zakonnym, zaś w 2008 powierzono mu funkcję mistrza generalnego nowicjatu w Maputo.

### Episkopat
12 kwietnia 2011 został mianowany biskupem diecezji Tete. Sakry biskupiej udzielił mu 22 maja 2011 biskup Lucio Andrice Muandula. Uroczyste objęcie urzędu miało miejsce 5 czerwca 2011.
11 kwietnia 2017 papież Franciszek mianował go arcybiskupem metropolitą Nampuli. Ingres odbył 11 czerwca 2017.
W latach 2018–2021 był wiceprzewodniczącym, a od 2021 przewodniczącym Konferencji Episkopatu Mozambiku.